# Grzegorz Marek Poznański

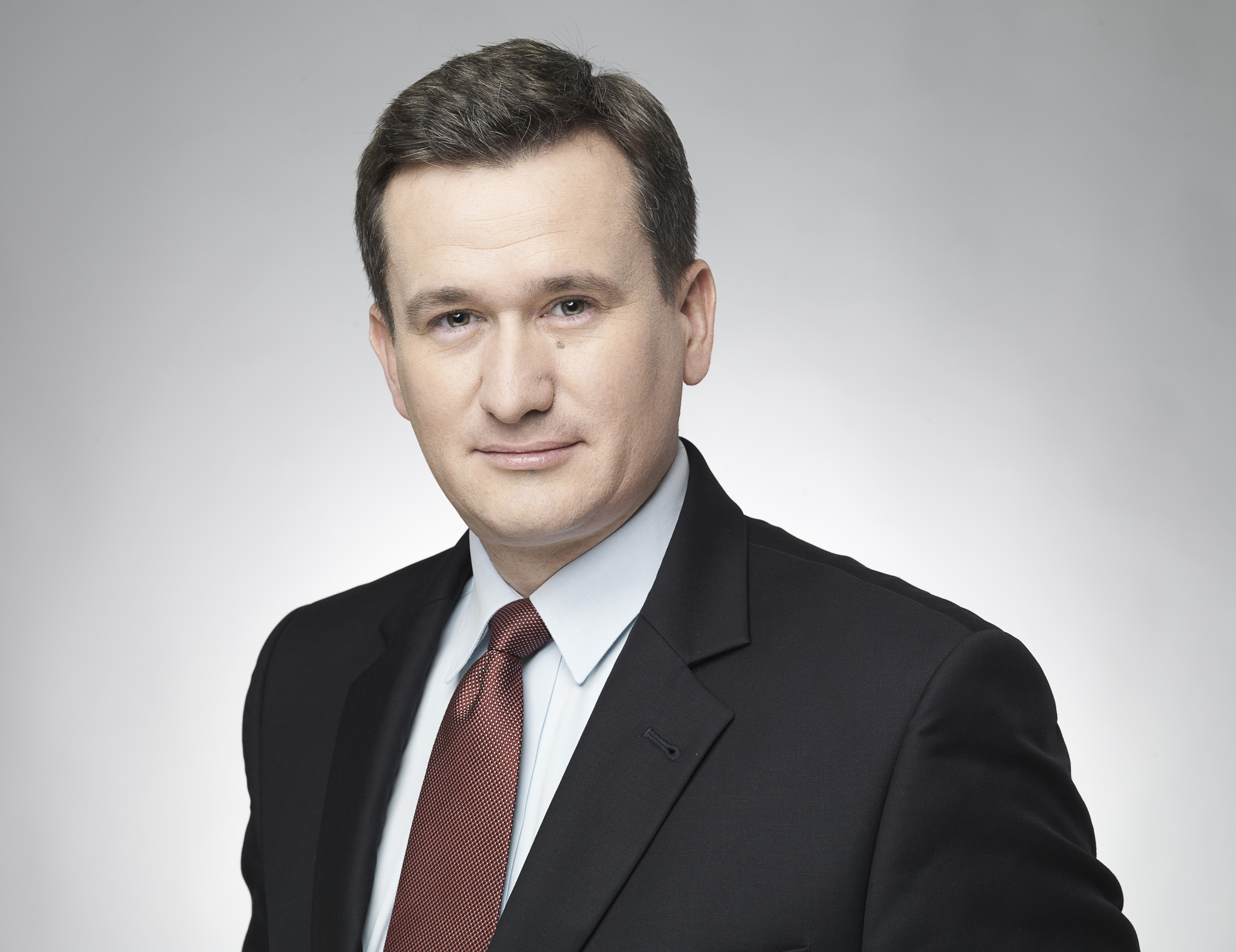
Grzegorz Marek Poznański, 2020

Grzegorz Marek Poznański (geb. 9. März 1971 in Warschau) ist ein polnischer Karrierediplomat und Angehöriger des öffentlichen Dienstes, Botschafter in Estland (2010–2014), Generaldirektor des Ständigen Sekretariats des Rates der Ostseestaaten (CBSS) in Stockholm (2020–2024).

## Ausbildung und Karriere
Grzegorz Marek Poznański studierte 1992 bis 1997 am Institut für Internationale Beziehungen der Fakultät für Politikwissenschaft und Journalismus der Universität Warschau und machte dort einen Master-Abschluss in Internationalen Beziehungen. Er studierte zudem in Shanghai, Peking, Taipeh, an der Nationalen Verteidigungsuniversität in Warschau, an der Nationalen Schule für öffentliche Verwaltung sowie im Rahmen eines Abrüstungsstipendiums der Vereinten Nationen (2001).
Poznański begann seine diplomatische Laufbahn im Oktober 1997 im Ministerium für Auswärtige Angelegenheiten Polens (MSZ), wo er sich auf Fragen der Sicherheit, Abrüstung, Nichtverbreitung und Waffenexportkontrolle spezialisierte. Von Oktober 2002 bis November 2006 war er in der Ständigen Vertretung der Republik Polen bei den Vereinten Nationen in Genf tätig. Danach war Poznański Mitglied des UNSG Panel of Governmental Experts on missiles (2007-2008). Von 2007 bis 2010 war er stellvertretender Direktor der Abteilung für Europapolitik im Außenministerium und Direktor der Abteilung für Sicherheitspolitik. Von September 2010 bis Juli 2014 war Poznański polnischer Botschafter in Estland. Von 2015 bis 2017 war er stellvertretender Direktor der Abteilung für Europapolitik und erneut Direktor der Abteilung für Sicherheitspolitik und koordinierte er die polnische Ratspräsidentschaft. Von Juli 2017 bis August 2020 diente Poznański als stellvertretender Missionschef der Botschaft in Vilnius, Litauen. Im Juni 2020 wurde Grzegorz Marek Poznański mit Wirkung zum 1. September 2020 zum Generaldirektor des Sekretariats des Rates der Ostseestaaten ernannt.
Er spricht Englisch, Russisch und Chinesisch.
Neben seiner diplomatischen Karriere ist Poznański auch Fechter (Degen, Florett) und Mitglied im Sportverein Legia Warschau. Er war Mitbegründer des Polnischen Fechtclubs in Warschau.

## Auszeichnungen
- Orden des Marienland-Kreuzes, 1. Klasse (Estland, 2014)[7]
- Verdienstkreuz des Verteidigungsministeriums von Estland (estnisch Kaitseministeeriumi teeneteristi teise klassiga)[8]